# DAAU
DAAU (сокращенно от Die Anarchistische Abendunterhaltung (Вечерние встречи анархистов)) — музыкальный коллектив из Антверпена. Сформированный в 1992 году, он позаимствовал название из новеллы Германа Гессе — Степной волк.
Ядро коллектива составляют Simon Lenski (виолончель), Buni Lenski (скрипка), Roel Van Camp (аккордеон) and Han Stubbe (кларнет). В разное время к квартету присоединялись и другие музыканты: Adrian Lenski (фортепиано), Janek Kobalski (ударные), Angélique Willkie (вокал), Fré Madou (контрабас) и Geert Budts (ударные), а последний до сих пор является частью группы. В студии группе также помогали An Pierlé, Ya Kid K (Technotronic) и David Bovée (Think of One).
В 1994 г DAAU дебютировали со своим акустическим одноименным альбомом, выпустив его на лейбле Jack&Johnny, так же выпустившем пластинки Zita Swoon и dEUS.
В 1996 г с группой заключила договор Sony Classical, которая сначала перевыпустила дебютный альбом, а в 1998 и новый We Need New Animals, записанный в испанской деревушке Ronda. На втором альбоме саунд анархистов претерпел некоторые изменения: появились вокал, электронные компоненты, гитара и ударные. DAAU были приглашены в поддержку европейского турне 16 Horsepower. Альбомы продавались довольно вяло и Sony передала группу в руки Columbia Records, где и был выпущен третий альбом — Life Transmission. Columbia тоже бросила группу, ведь и тут продажи альбомов остались невысокими, хотя группа и концертировала по Бенилюксу, и выступала перед большими массами народа на фестивалях Rock Werchter и Pukkelpop.
В 2002 г. группа основала свой собственный лейбл Radical Duke, где выпустила пластинку с музыкой к танцевальному спектаклю Richard of York Gave Battle in Vain, также известному как Colors. Позже компиляция из альтернативных и пробных версий была выпущена как Ghost Tracks.
Два года спустя группа, вернувшаяся к своему акустическому прошлому, записала свой четвертый альбом Tub Gurnard Goodness, включивший кавер на композицию Radiohead 2+2=5. На концертах DAAU объявляли себя как секстет с новой ритм-секцией. После выпуска Tub Gurnard Goodness в Европе DAAU отыграло много концертов Германии, Чехии, Франции в компании электронной даб командой Ez3kiel. В Венгрии они появились на фестивале Sziget festival, В Дании на Roskilde.
В 2006 г группа выпустила свой первый альбом в качестве секстета — Domestic Wildlife. Вскоре после этого басист Fré Madou покинул группу.

## Состав
- Buni Lenski (скрипка)
- Simon Lenski (виолончель)
- Han Stubbe (кларнет)
- Roel Van Camp (аккордеон)
- Hannes D’Hoine (контрабас) (2006-настоящее время)
- Geert Budts (ударные) (2004-настоящее время)
- Fré Madou (контрабас) (2004—2006)
- Adrian Lenski (Фортепиано) (2001—2002)
- Janek Kobalski (ударные) (2001—2002)

## Дискография
1. Die Anarchistische Abendunterhaltung (1995)
2. We Need New Animals (1998)
3. Life Transmission (2001)
4. Richard of York Gave Battle in Vain (2002, EP)
5. Ghost Tracks (2004, компиляция)
6. Tub Gurnard Goodness (2004)
7. Domestic Wildlife (2006)
8. The Shepherd's Dream (2010)

## Сайд-проекты
- Simon Lenski + Bo Wiget
- Bear Guts Quartet
- Donkey Diesel
- Kiss My Jazz